# Visions
Visions es el sexto álbum de estudio la banda finlandesa de power metal Stratovarius. Salió a la venta el 28 de abril de 1997 por el sello discográfico T&T Records. El disco contiene 10 canciones (12 en la edición de Japón). Está valorado por muchos músicos del power metal, tales como Tony Kakko de Sonata Arctica, como el mejor disco de Stratovarius. La banda logró su primer disco de oro alcanzando en las listas finlandesa el número 4 y manteniéndose por 24 semanas en el top 40. "Visions" es el único disco de la banda que ha logrado vender 500 000 copias en todo el mundo. El 21 de febrero de 2002 se volvió a lanzar el disco en Japón con 13 canciones, la nueva canción es interpretada por Timo Kotipelto. Se publicaron 3 videoclip para promocionar el disco "Black Diamond", "The Kiss Of Judas" y "Coming Home".
"Black Diamond" es el primer sencillo del disco publicado el 3 de abril de 1997 como Ep que se publicó únicamente en Japón. Se publicó un Videoclip oficial para esta canción. "The Kiss of Judas" el segundo sencillo del disco publicado el 20 de junio de 1997 que fue publicado únicamente en Japón y también se sacó un video para el disco con esta canción.

## Listado de canciones
1. "Black Diamond" - 5:39
2. "The Kiss of Judas" - 5:49
3. "Forever Free" - 6:00
4. "Before The Winter" - 6:07
5. "Legions" - 5:43
6. "The Abyss of Your Eyes" - 5:38
7. "Holy Light" (Instrumental) - 5:45
8. "Paradise" - 4:27
9. "Coming Home" - 5:36
10. "Visions (Southern Cross)" - 10:20
11. "Black Diamond" (Demo Version) (Japanese Bonus Track) - 5:07
12. "Uncertainty" (live) (Japanese Bonus Track) - 6:13
13. "Fourth Reich" (live) (Japanese Bonus Track) - 5:43 - (2002)

## Miembros
- Timo Kotipelto, voces
- Timo Tolkki, guitarra
- Jari Kainulainen, bajo
- Jens Johansson, teclado
- Jörg Michael, batería

## Compositores
- Timo Tolkki
- Timo Kotipelto

## Posicionamiento
Álbum
| Año  | Listas    | País                 | Posición |
| ---- | --------- | -------------------- | -------- |
| 1997 | Finlandia | Bandera de Finlandia | 4        |
| 1997 | Japón     | Bandera de Japón     | 18       |